# 댄 피어슨
댄 피어슨(영어: Dan Pearson, 1964년 4월 9일 ~ )은 영국의 정원 디자이너, 조경 디자이너, 언론인인 동시에 TV 진행자다. 그는 자연주의적 다년생 화초 식재의 전문가이다.

## 어린 시절
피어슨은 햄프셔와 서섹스 경계에 있는 한 미술공예운동 주택으로 이주했다. 그의 부친은 Portsmouth 공대에서 순수미술을 가르치는 화가였고 모친은 Winchester 미술대학에서 패션과 섬유산업을 가르쳤다.
1987년 피어슨은 정원 디자인 사업을 시작했다.

## 경력
2002년 이후, 그는 영국, 이탈리아, 미국과 일본을 포함해 전세계를 돌며 강연을 했으며 다수의 정원을 디자인했다.

런던 램버스에 위치한 정원박물관에서 그의 작품 전시회가 열렸다. 기간은 2013년 5월 23일부터 9월까지였다. 피어슨은 박물관 전면에 있는 경계화단에 새로운 식재 디자인을 했다.
그는 런던 템즈강을 횡단하는 Thomas Heatherwick's Garden Bridge의 원예 조언자로 일하고 있다.

## 정원 작품

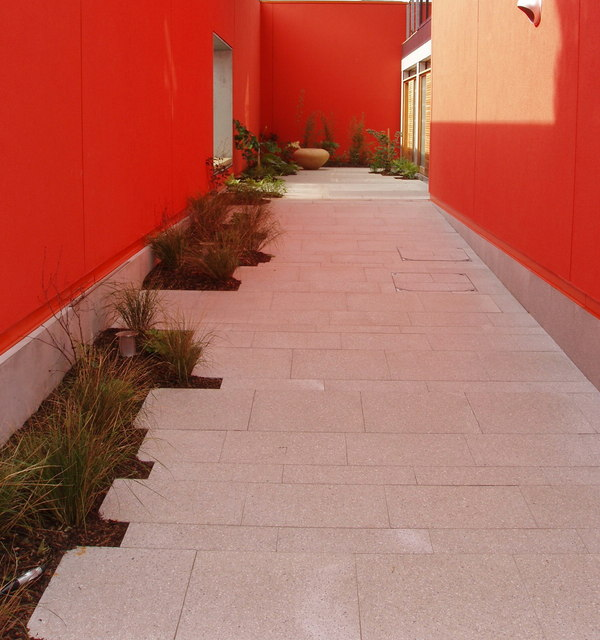
댄 피어슨이 디자인한 런던 체링 크로스에 위치한 Maggie's Centre 정원(2008)

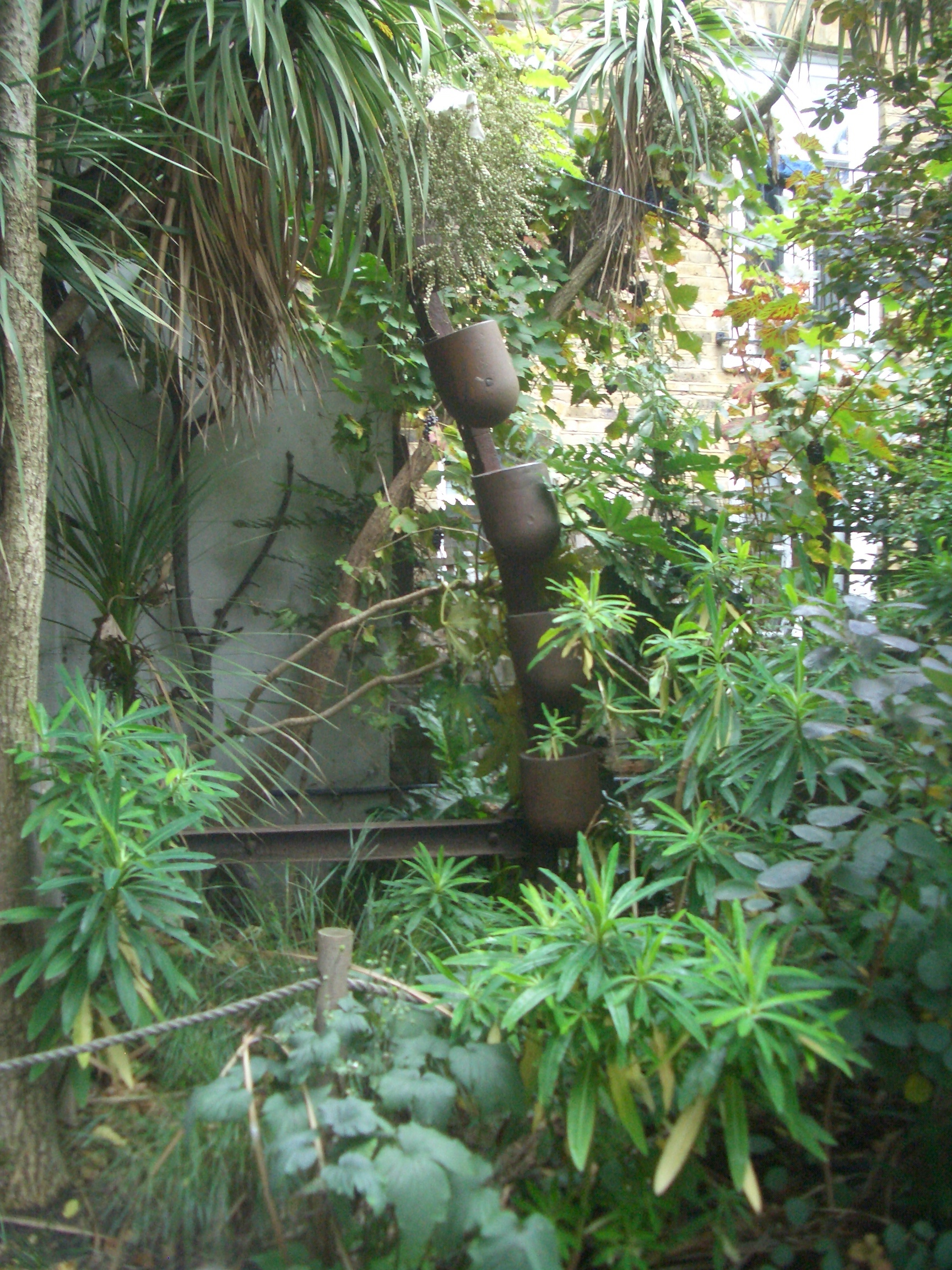
댄 피어슨이 디자인한 런던 보닝턴 광장 공원(2013)

- Barnes, Mossman-Garten
- Broughton Hall, Yorkshire, Industriepark. Roger Tempest/Rural Solutions, 2001–2008.
- Hamadayama in Tokio, Neubausiedlung der Mitsui Fudosan Building Co., ab 2006.
- Home Farm, Northamptonshire, inzwischen umgestaltet
- Maggie’s Centre, Charing Cross Hospital in Hammersmith. 2005–2008, Gartenanlage einer Krebsklinik
- Millennium Forest, Hokkaido Garden Festival, Japan, 250 ha
- Worthington Hospital, Sussex im Rahmen des "Art in Hospitals"-Projektes zusammen mit den Bildhauern Peter Randall Page und Steve Geliot[7].
- Garten für Violante Visconti, Italien.
- Garten von Priscilla Carluccio, Elle Decoration
- West Handyside Park, Kings Cross[8]

## TV 활동
피어슨은 BBC2, 4, 5의 몇 TV시리즈에서 진행자와 출연자로 활약했다. 1992년 그는 "Garden Doctors"라는 정원 단장 프로그램을 진행했다. 동명의 책이 후에 출판되었다.
그는 BBC의 <Gardeners' World>라는 프로그램에 자주 출연하며 라디오에 고정 출연한다.

## 저술 및 저작
피어슨은 2003~2006년까지 가디언과 데일리 텔레그래프 같은 신문에 정원전문가로서 글을 기고했다. 선데이 타임스에는 조경과 가정 정원가꾸기에 대해 글을 썼다. 그는 2006년 이후 Observer Magazine에서 정원 칼럼니스트로 활동했다. 그는 정원 전문지 Gardens Illustrated의 객원 편집자로 일하고 있다. 또한 정원 전문지 Gardeners' World을 포함하여 다양한 매거진과 신문에 기사를 썼다.
- Pearson, Dan (1996). 《Garden Doctors (A Channel Four book)》. Boxtree Press Ltd. ISBN 978-0752210292.

Co-authored with Steve Bradley

- Pearson, Dan (1998년 2월 27일). 《'The Essential Garden Book'》. Conran Octopus. ISBN 978-1850299196. 다음 글자 무시됨: ‘Conran Octopus Ltd

```
’
 (
도움말
)
```

Co-authored with Sir Terence Conran

- Pearson, Dan (2001년 1월 4일). 《The Garden: A Year at Home Farm》. Ebury Press. ISBN 978-0091870324.

- Pearson, Dan (28 September 2009 (hardback) 3 October 2011 (softback)). 《Spirit: Garden Inspiration》. FUEL. ISBN 978-0956356291.

Introduction by Beth Chatto

- Pearson, Dan (2011년 3월 7일). 《Home Ground: Sanctuary in the City》. Conran Octopus. ISBN 978-1840915372.

## 사생활
피어슨은 루크라는 형제가 있는데 제품과 가구 디자이너이고 'Pearsonlloyd'라는 회사의 동업자이다.

2010년 그는 런던의 Peckham에서 서머셋에 있는 20에이커의 대지를 가진 주택으로 이사했다.